# Aubagne
Aubagne kisváros dél-Franciaországban, 17 km-re Marseille-től. Okcitán nyelven Aubanha. Itt tartózkodik a Francia Idegenlégió első ezrede (fr:1er régiment étranger), és itt található a szervezet központja.

## Nevezetességei
Idegenlégió Múzeum (fr:Musée de la Légion étrangère)
Idegenlégió halottainak emlékműve